# Рибак Владислав Миколайович
Владислав Миколайович Рибак (нар. 5 липня 2001, с. Кочубіївка, Черкаська область, Україна) — український футболіст, воротар «Металіста».

## Життєпис
Народився в селі Кочубіївка (Уманського району). В юнацькому чемпіонаті Черкаської області та ДЮФЛУ за уманські клуби ДЮСШ та УТК, а також за вінницьку «Ниву». Дорослу футбольну кар'єру розпочав 2017 року в складі «Базиса» (Кочубіївка) в чемпіонаті Черкаської області.
Напередодні старту сезону 2018/19 років перебрався до «Зорі». У своєму дебютному сезоні виступав за юнацьку команду (U-19), а починаючи з наступного сезону почав грати за молодіжну команду «Зорі». У сезоні 2020/21 років декілька разів потрапляв до завки на матчі Прем'єр-ліги України, але в жодному з них на поле не виходив.
Наприкінці липня 2021 року перейшов до «Олімпіка». У футболці донецького клубу дебютував 31 липня 2021 року в переможному (2:0) домашньому поєдинку 2-го туру Першої ліги України проти франківського «Прикарпаття». Владислав вийшов на поле в стартовому складі та відіграв увесь матч. У першій половині сезону 2021/22 зіграв 10 матчів у Першій лізі України, ще 2 поєдинки провів у кубку України.
Наприкінці січня 2022 року уклав договір з «Металістом».
У липні 2022 року став гравцем «Дніпра-1», перейшовши до стану дніпрян з «Металіста» разом з тренерами Олександром Кучером та Юрієм Ушмаєвим, віцепрезидентом харківського клубу Євгеном Красніковим і ще чотирма футболістами — Володимиром Танчиком, Сергієм Горбуновим, Едуардом Сарапієм та Русланом Бабенком.

## Досягнення
«Дніпро-1»:
 Срібний призер чемпіонату України: 2022/23
«Базис» (Кочубіївка):
 Бронзовий призер чемпіонату Черкаської області: 2017
 Фіналіст кубку Черкаської області: 2017